# Clubiona aspidiphora
Clubiona aspidiphora là một loài nhện trong họ Clubionidae.
Loài này thuộc chi Clubiona. Clubiona aspidiphora được Eugène Simon miêu tả năm 1910.